# Лерум (комуна)
Комуна Лерум (швед. Lerums kommun) — адміністративно-територіальна одиниця місцевого самоврядування, що розташована в лені Вестра-Йоталанд у південно-західній Швеції.
Лерум 236-а за величиною території комуна Швеції. Адміністративний центр комуни — місто Лерум.

## Населення
Населення становить 39 070 чоловік (станом на вересень 2012 року). 
| Кількість населення комуни Лерум за 1970-2010 роки | Кількість населення комуни Лерум за 1970-2010 роки | Кількість населення комуни Лерум за 1970-2010 роки | Кількість населення комуни Лерум за 1970-2010 роки | Кількість населення комуни Лерум за 1970-2010 роки |
| -------------------------------------------------- | -------------------------------------------------- | -------------------------------------------------- | -------------------------------------------------- | -------------------------------------------------- |
| Рік                                                |                                                    |                                                    | Населення                                          |                                                    |
| 1970                                               | 1970                                               |                                                    | 23 520                                             | 23 520                                             |
| 1975                                               | 1975                                               |                                                    | 28 162                                             | 28 162                                             |
| 1980                                               | 1980                                               |                                                    | 29 871                                             | 29 871                                             |
| 1985                                               | 1985                                               |                                                    | 31 063                                             | 31 063                                             |
| 1990                                               | 1990                                               |                                                    | 33 206                                             | 33 206                                             |
| 1995                                               | 1995                                               |                                                    | 34 610                                             | 34 610                                             |
| 2000                                               | 2000                                               |                                                    | 35 214                                             | 35 214                                             |
| 2005                                               | 2005                                               |                                                    | 36 506                                             | 36 506                                             |
| 2010                                               | 2010                                               |                                                    | 38 580                                             | 38 580                                             |
| Джерело: SCB                                       |                                                    |                                                    |                                                    |                                                    |

## Населені пункти
Комуні підпорядковано 10 міських поселень (tätort) та низка сільських, більші з яких:
- Лерум (Lerum)
- Флуда (Floda)
- Ґробу (Gråbo)
- Стамше (Stamsjö)
- Шевік (Sjövik)
- Толлеред (Tollered)
- Ексерид (Öxeryd)

## Галерея

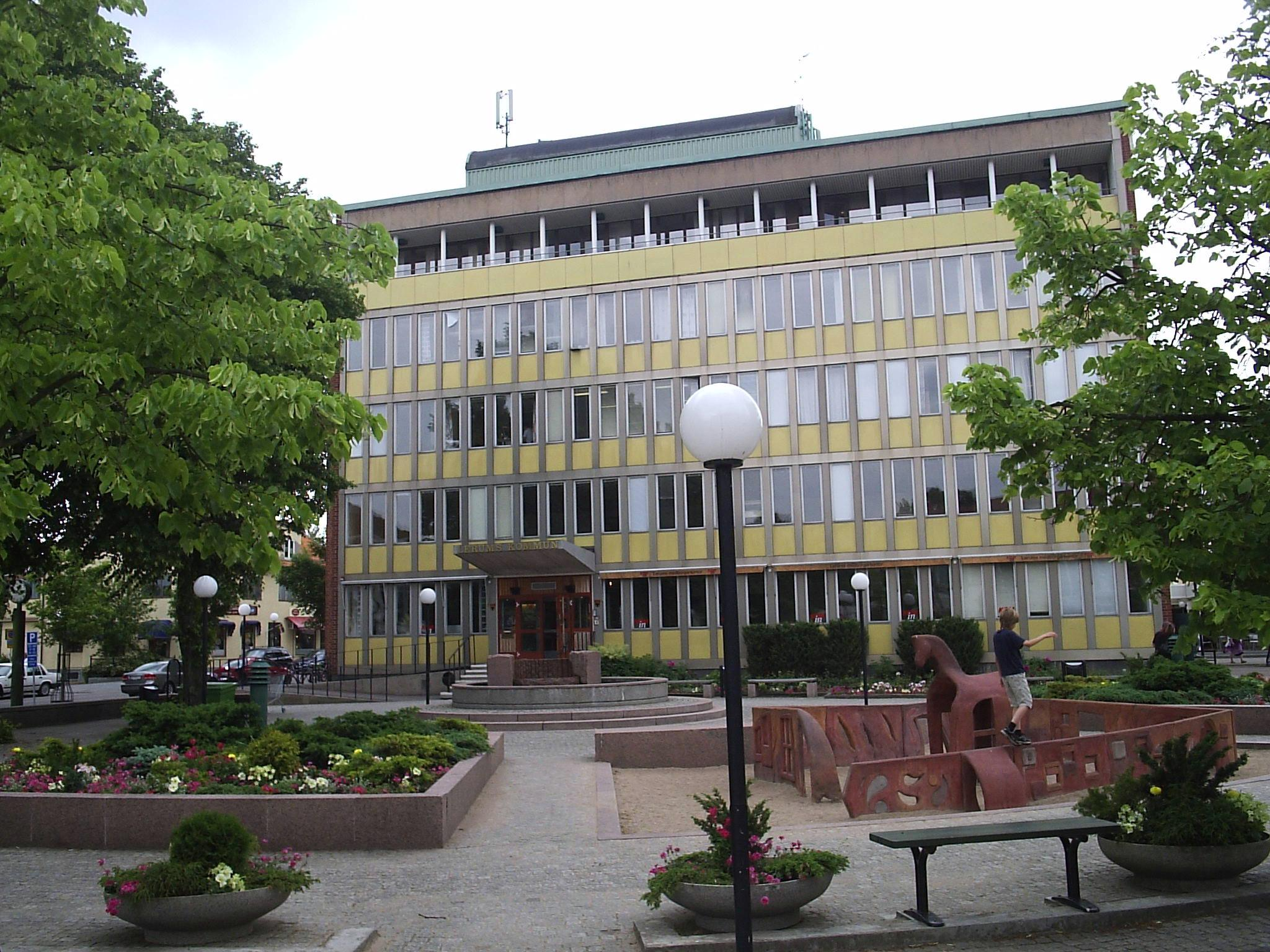
Управа комуни (Лерум)
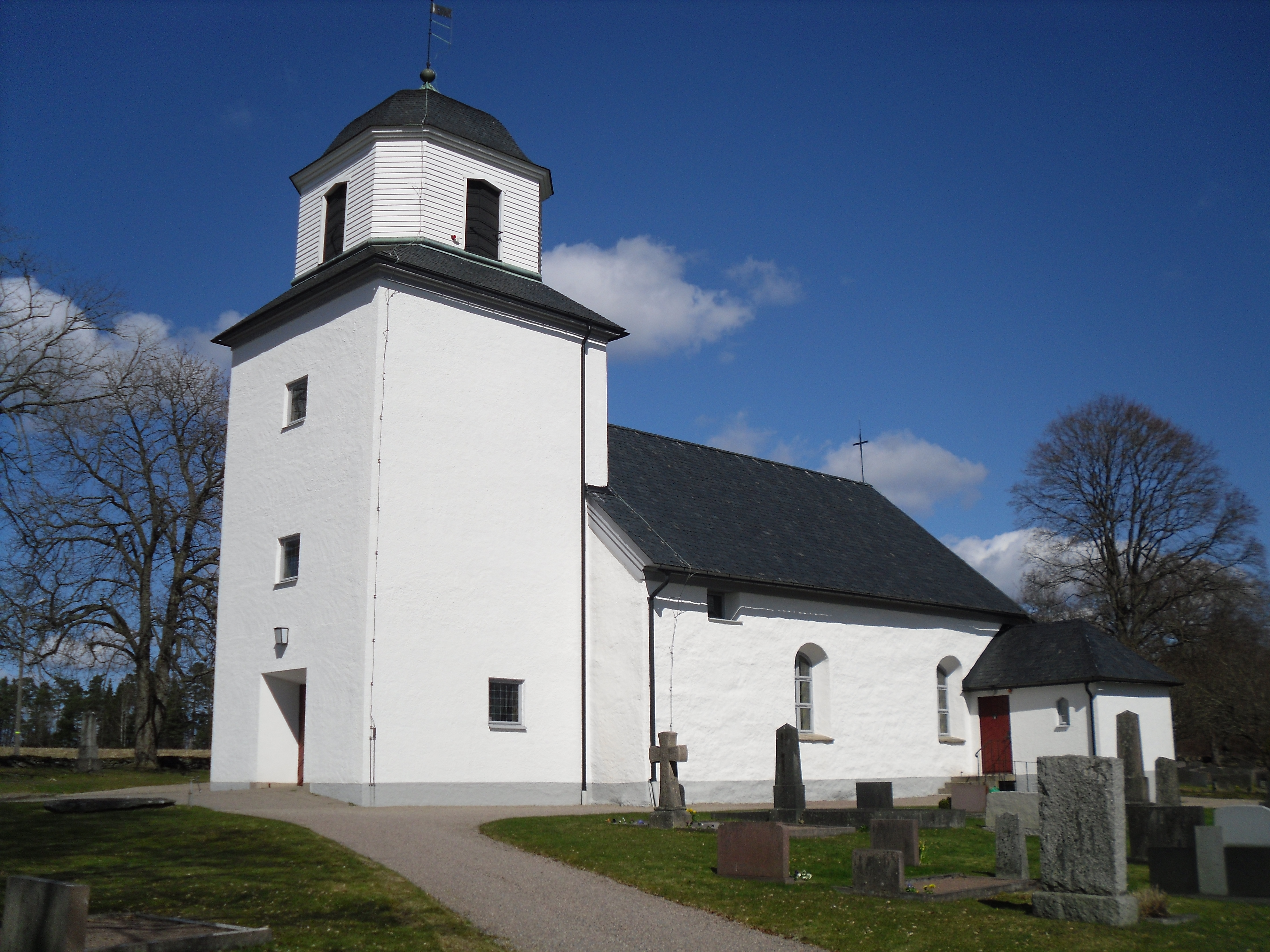
Церква (Естад)
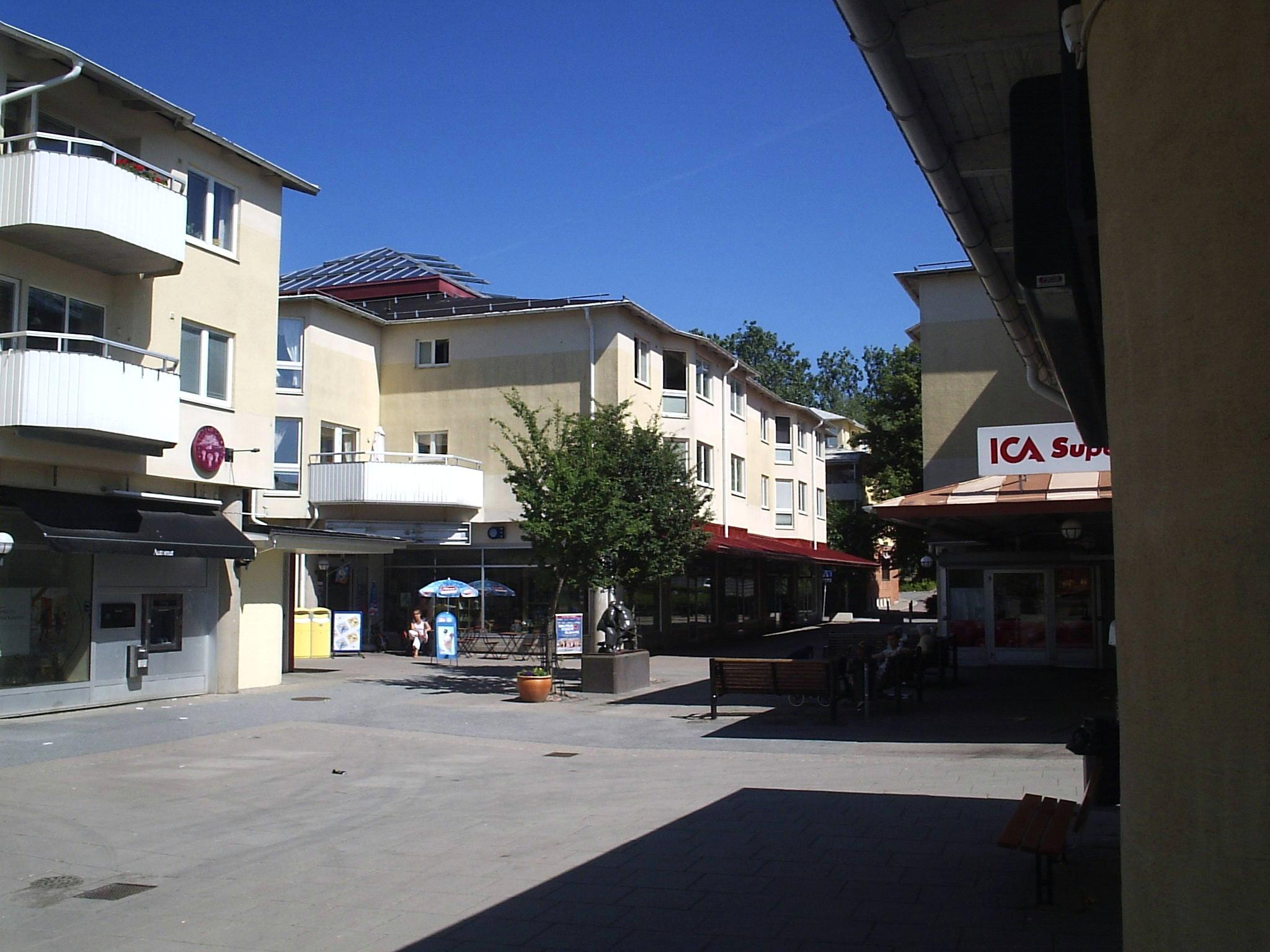
Містечко Флуда
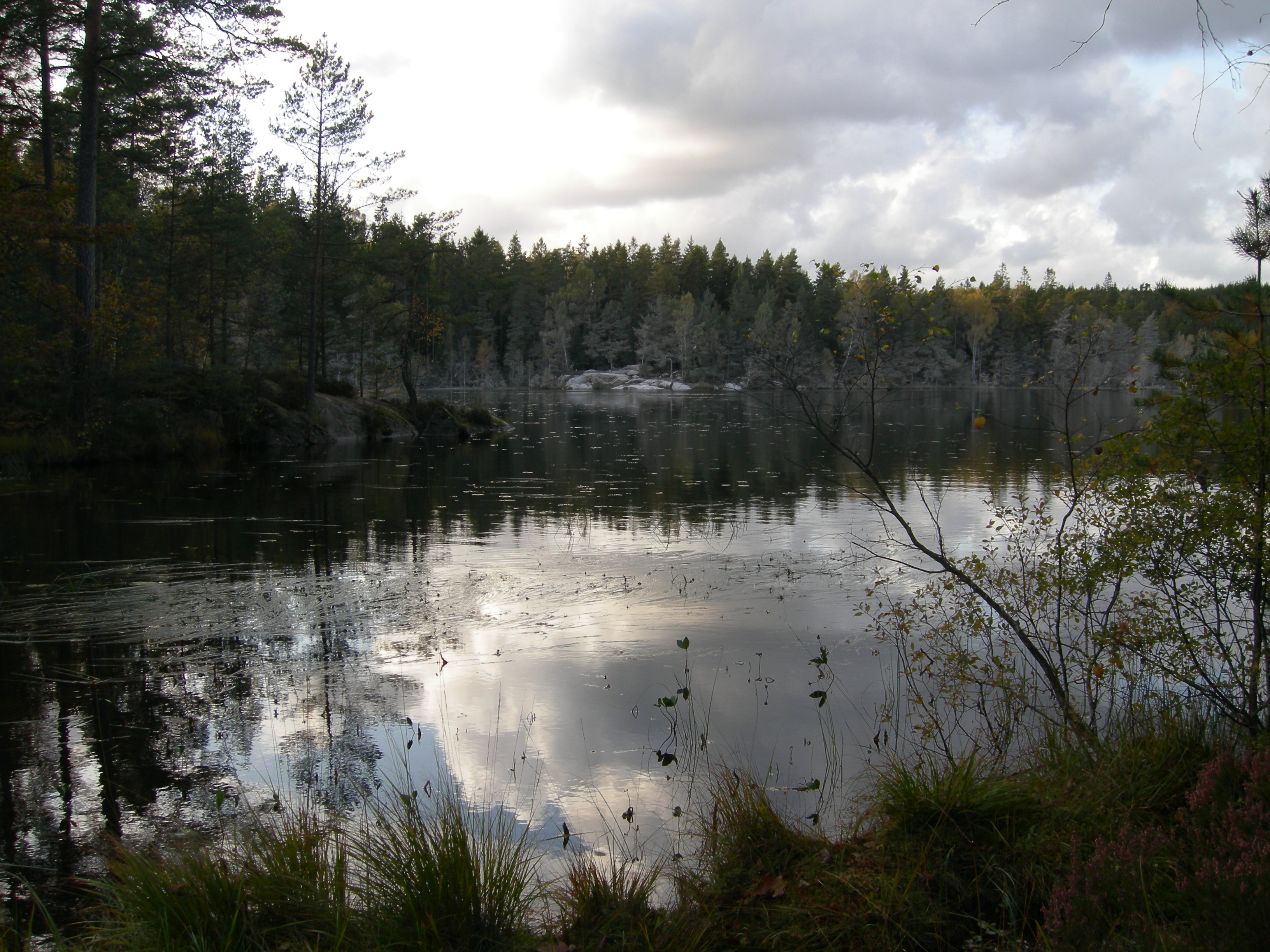
Озеро Гекшен

## Виноски
1. ↑  Folkmangd i riket, lan och kommuner (шв.) . Центральне бюро статистики Швеції. Архів оригіналу за 20 серпня 2013. Процитовано 21 лютого 2013.